# Marmosops bishopi
Marmosops bishopi (Portugees: Cuíca-esbelta-de-Bishop, Spaans: Marmosa esbelta de Bishop) is een zoogdier uit de familie van de Opossums (Didelphidae). De wetenschappelijke naam van de soort werd voor het eerst geldig gepubliceerd door Pine in 1981.

## Voorkomen
De soort komt voor in Brazilië, Peru en Bolivia.